# Kortedala

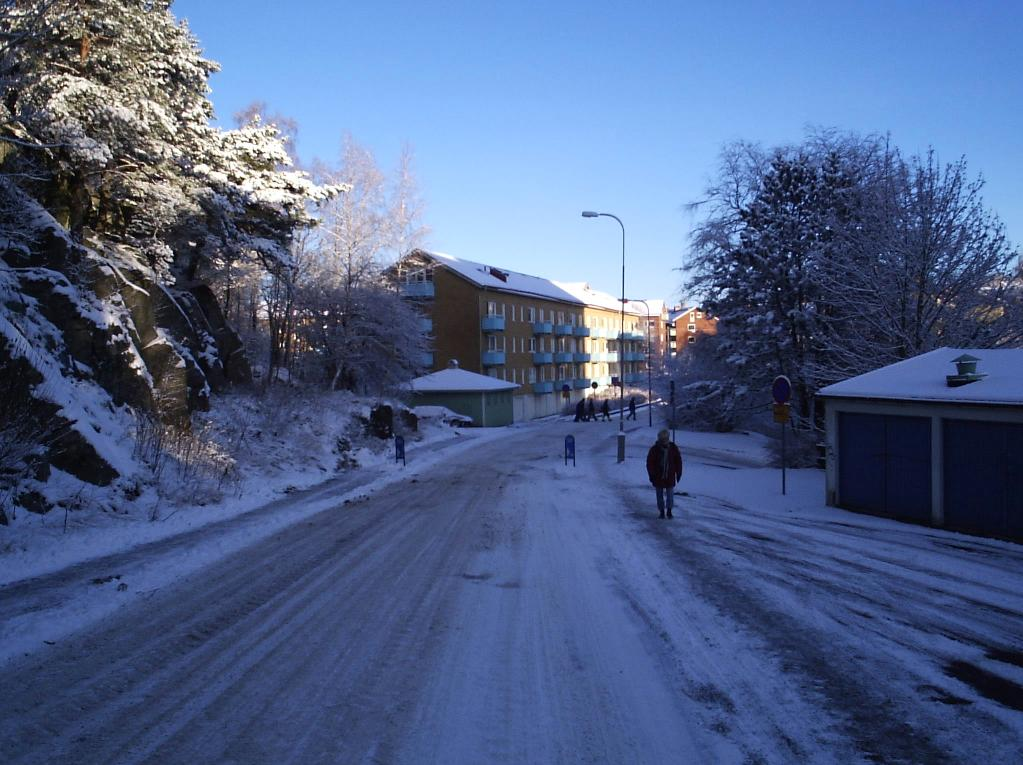
Östra Midvintersgatan i Kortedala, december 2004.

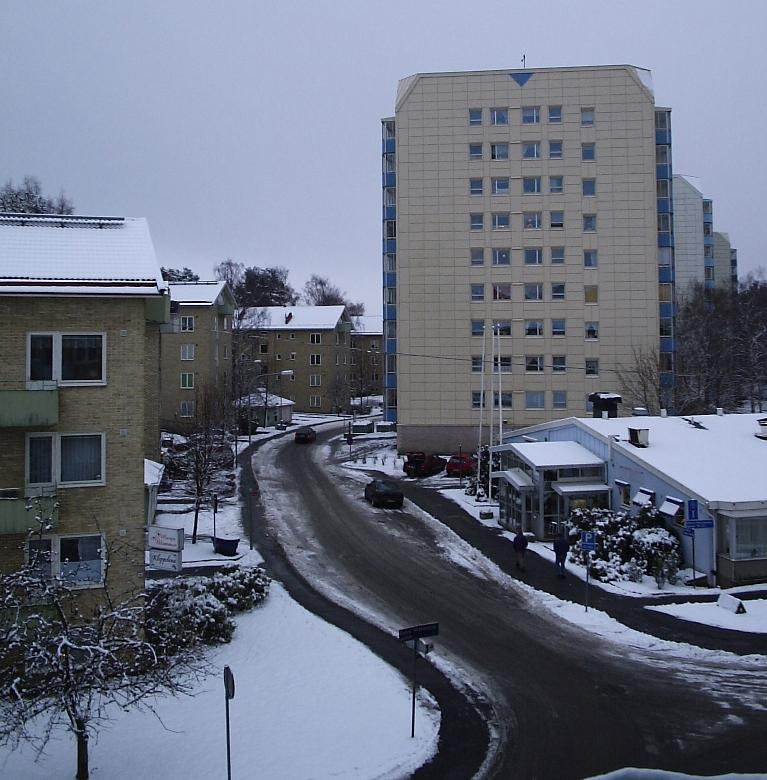
Kalendervägen i Kortedala, december 2004.

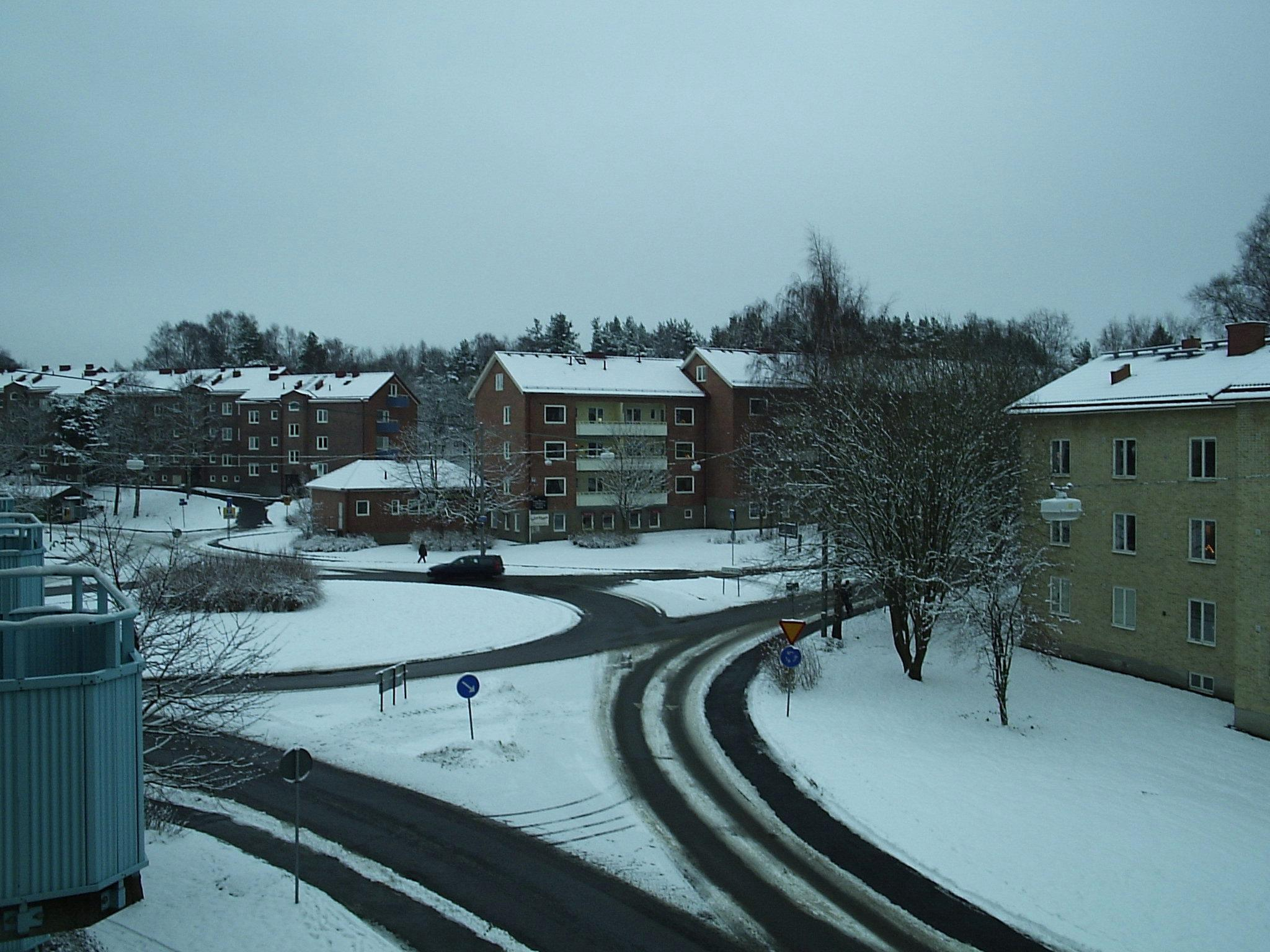
Rondellen som leder in till Petrifängsgatan i Kortedala, december 2004.

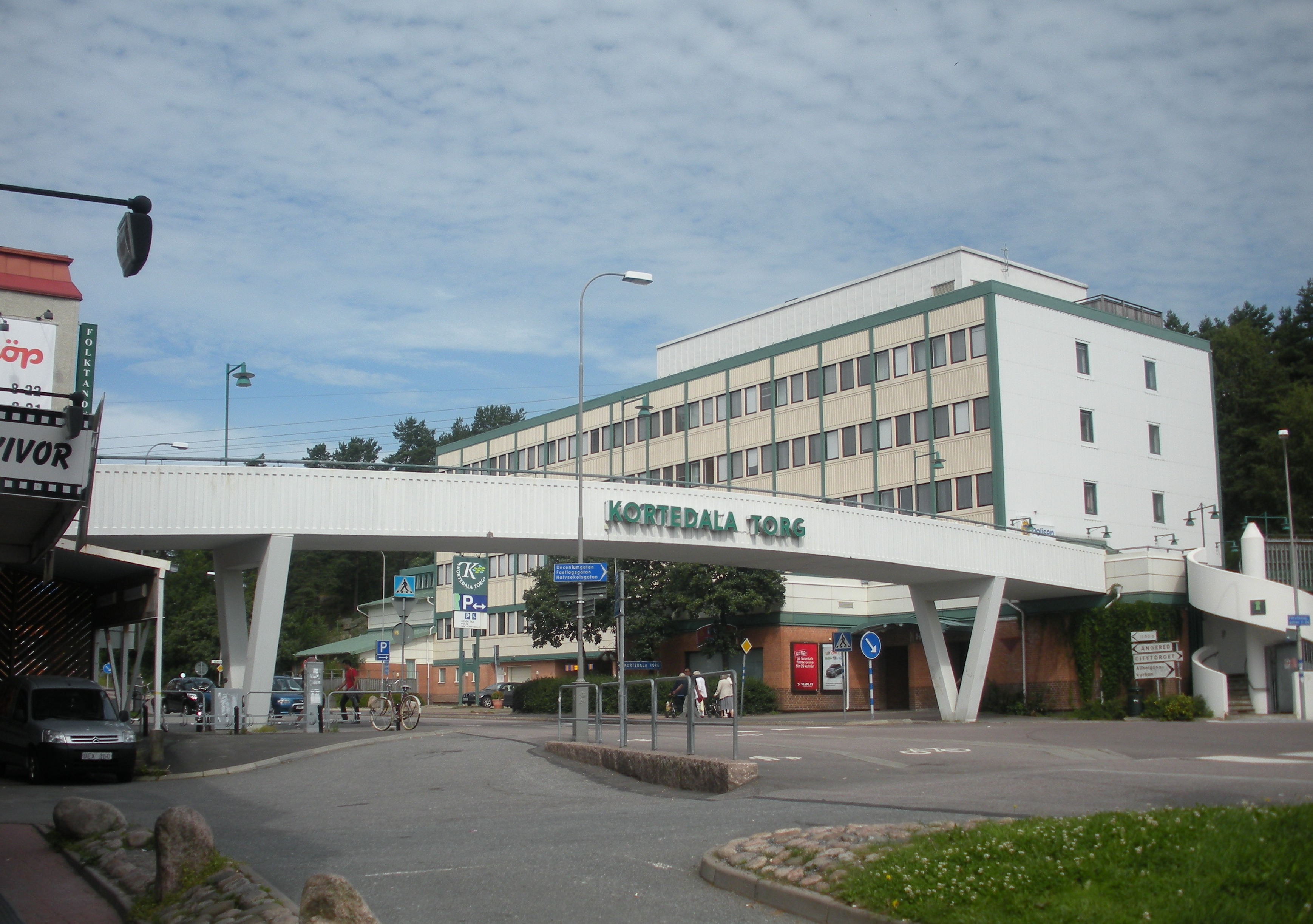
Vy mot gångbron från Polishuset till Kortedala Torg.

Kortedala är en stadsdel i Göteborg. Stadsdelen är uppdelad i primärområdena Norra Kortedala och Södra Kortedala, vilka ingår i stadsområde Nordost.
Kortedala är Göteborgs första förort, som byggdes upp under 1950-talet i Göteborgs nordöstra utmarker med 238 hektar, där det tidigare endast fanns byggnader av torpkaraktär. Nuvarande areal är 387 hektar. Vissa av bondgårdarna i de södra delarna fanns ännu kvar i början av 1960-talet. Kortedala firade 50-årsjubileum 2003.
Områdets bebyggelse visar på stor variation; från en till tretton våningar i olika hustyper, många punkthus i brant terräng, men också lägre lamellhus, några få stora skivhus, villor och atriumhus. Två- och trerummare dominerar (eller trerummare på tvårumsyta). Numera har Kortedala blandad bebyggelse, men mest flerbostadshus.
Kortedala nås med Göteborgs spårväg.
I Kortedala finns Svenska kyrkan representerad genom Kortedala församling, vars församlingskyrka heter Allhelgonakyrkan. Dessutom finns Kortedalakyrkan, som är ansluten till Equmeniakyrkan och Vårfrukyrkan som är ansluten till den serbisk-ortodoxa kyrkan men som tillhörde Svenska kyrkan tidigare. På Forum vid Kortedala torg samlas Göteborgs internationella baptistkyrka. Jehovas vittnen har en Rikets sal (en möteslokal) på Västra Midvintersgatan 2.
I Kortedala finns även brandstation, vattentorn och Isdala ishall i stadsdelen. Isdala invigdes i december 1964, och kom till genom GAKO:s försorg.

## Namnet och gatunamnen
Namnet Kortedala kommer av det torp som låg strax söder om korsningen av Runstavsgatan och Minutgatan, och omtalas första gången 1827 då det skrevs Korta dahlen. Från 1840 är det normalstavat. Betydelsen anses vara just den korta dalen i motsats till den närbelägna Djupedalen. Förleden i namnet uttalades tidigare kote- även kota-, kotta- och kåtte.
De flesta gatorna i Kortedala har namn efter tideräkningstermer, till exempel Tideräkningsgatan, Kalendervägen och Halvsekelsgatan. Stadsdelen har fyra lokala torg, norrifrån räknat heter dessa Årstidstorget, Citytorget, Kortedala torg och Kalendertorget.

## Historia

### 1700-talet
Denna felaktiga version av Kortedalas första invånare förekommer i många historieskrivningar: Kortedalas första kända bebyggelse var den envåningsstuga med väggar av gråsten som 1791 byggdes av stataren på Kvibergsnäs, Lars Larsson. Han hade köpt marken av patron för 300 riksdaler banco, mot att han stannade på Kvibergsnäs. Stugan som kom att få benämningen Kortedala nr 1 nn.., uppfördes där spårvägen idag går in i tunneln norr om Kvibergshusen efter hållplatsen Nymånegatan.
Denna version av första invånaren måste anses vara den riktiga: Först i mantalslängderna som boende i Kortedala var arbetskarlen Måns Bengtsson (1767–1842), inflyttad från Lundby församling den 31 januari 1812. Hustrun hette Elin Andersdoter. De kan därför betecknas som Kortedalas första, kända innevånare i modern tid. Hembygdsforskaren Gunnel Mattson påvisade i en artikel i Göteborgs-Posten Nordost den 28 april 1994 – ”Var Lars Larsson först i Kortedala?” – att Lars Larsson var född 1791 och att han aldrig bott i Kortedala, utan att Kvibergsnäs aldrig sträckte sig upp till Kortedala.

### Torpbebyggelse
Fram till 1954 låg bland bergen ett tiotal mindre torplägenheter, benämnda efter nummer eller ägare. Exempelvis låg Kortedala 1, 2 och 3 öster om och i närheten av Runstavsgatan. Nummer 4, 5 och 6 låg väster om Timgatan, ”Pettersberg” 26 väster om Gregorianska gatan, Ramsdalen 1 sydöst om korsningen mellan Almanacksvägen och Tideräkningsgatan, Ramsdalen 5 och 6 låg vid Kvartssekelgatan mellan Dagjämningsgatan och Runstavsgatan, Ramsdalen 7 och 8 väster om och invid Dagjämningsgatan. Torpen gick normalt inte att försörja en familj på, men tillsammans med att man höll sig med höns, kor, hästar samt ett potatisland och fruktträd gick det ihop.

### Utbyggnad på 1950-talet
En dispositionsplan för en ny mönsterstadsdel i Kortedala presenterades 1950, och i oktober samma år fick firma Kjessler & Mannerstråle uppdraget att utarbeta ett detaljplaneförslag. Sju arkitektkontor blev senare kontrakterade för Kortedalas utformande. Göteborgs stad ägde marken men arrenderade ut delar av den till enskilda, samt till staten. Detta var första gången i Göteborgs byggnadshistoria som en stadsdel uppfördes utan direkt koppling till befintlig stadsbebyggelse.
I Kortedala skapades åtta grannskapsenheter, och ursprungligen planerades omkring 6 000 lägenheter. I stadsplanen ökades exploateringsgraden med 14% i förhållande till dispositionsplanen och egnahemsbebyggelsen minskade från 7 till 5 procent av lägenhetsantalet och höghusbebyggelsen hade ökats från 15 till 25 procent. Merparten av de bostadshus som uppfördes 1952–1957, utgörs av 3–4 våningars lamellhus och 8–9 våningars punkthus. Den vanligaste lägenhetstypen var två rum och kök, och antalet lägenheter som har 4 eller fler rum är ytterst få. Efter ytterligare utbyggnader i slutet av 1950- och under 1960-talet, består Kortedala av knappt 8 300 lägenheter i flerbostadshus och cirka 300 småhus.
Stadsdelen Kortedala byggdes under åren 1952–1957, och var tidigare ett bergsområde som inkorporerades från Angered 1930. Här byggdes ett bostadsområde med centrum, 3–8 våningars lamellhus, 8–11 våningars punkthus och ett mindre antal villor. Totalt uppfördes cirka 8 000 lägenheter under perioden.  Det var den 7 november 1953 som inflyttningen började i nya flerfamiljshusen på Månadsgatan och Kalendervägen i Kortedala.
Kortedala har sin motsvarighet i Vällingby i Stockholm. Dessa två kallades inte på sin tillkomsttid för förstäder, utan satellitstäder i en tid då satelliter som Sputnik snurrade runt jorden på samma sätt som satellitstäder växte fram på jungfrulig mark utanför den gamla stadskärnan. 1950-talsnostalgin har väl fått sitt största genomslag i Kortedala museum, som ligger på Adventsvägen i Kortedala. Före detta Göteborgs starke man Göran Johansson (socialdemokratisk ordförande i kommunstyrelsen i Göteborg) hade sitt hem i Kortedala, då stadsdelen är ett resultat av ett folkhemsprojekt där den goda staden skulle skapas och av ett helt annat slag än de förstäder som växte fram i Sverige under miljonprogrammet decenniet efter. Kortedala besöktes av delegationer från hela världen under sin tillkomsttid, då man fascinerades att det gick att skapa goda bostäder med badrum, fullt utrustade kök, vardagsrum med parkettgolv och så vidare för vanligt folk. Ännu 50 år efter Kortedalas tillkomst har stadsdelen hållit sig intakt till sin karaktär i arkitektoniskt hänseende, men Kortedalas befolkning däremot har skiftat karaktär, från en stadsdel med talrika barnfamiljer vars barn ofta gick i någon av skolorna Gärdsåsskolan, Hundraårsskolan, Lövåsskolan, Utmarksskolan eller Kortedalatorgsskolan, som låg just på just Kortedalatorg, via pensionärsområde till en idag mer omväxlande befolkningsstruktur i Kortedala.
Lägenheternas storlek på i huvudsak cirka 50–60 kvadratmeter à två rum och kök, gör att befolkningen har minskat från i mitten av 1960-talet, som mest cirka 28 000 invånare till knappt 15 000 i början av 2000-talet. I den ursprungliga stadsplanen planerades det för 21 000 invånare.

## Byggnader och områden
- Allhelgonakyrkan, vid Årstidsgatan, stod klar efter ritningar av arkitekt Olov Geggen.
- Atriumhusen, vid Aprilgatan stod klara 1956. Arkitekter var Erik och Tore Ahlsén. Stadsplanen medgav ursprungligen 40 stycken tvåplans radhus, men i stället byggdes envånings atriumhus, vilket ledde till starkt pressade kostnader och mått. Bostadsytan var 85 kvadratmeter med 160 kvadratmeter tomt.[13][14].
- Biografen Forum vid Kortedala torg invigdes den 10 oktober 1959 och lades ner den 30 december 1965.[15]
- Citytorget, vid Första Majgatan/Årstidsgatan. Uppfört 1955–57 efter ritningar av arkitekt G. Andersson.
- Gregorianska gatan (1956), lamellhus i tre våningar som ritats av arkitekt Jan Wallinder och Sven Brolid. Huskropparna är svagt krökta och närmast omringar den naturmark där punkthusen (se föregående) står. I anslutning finns även den uppmärksammade kiosken Lyktan.
- Julianska gatan, uppförda 1956 efter ritningar av arkitekt Jan Wallinder och Sven Brolid. De trekantiga punkthusen i 11–12 våningar syns väl vid Göteborgs nordöstra horisont. De utgör Kortedalas högsta och mest karaktäristiska landmärken, och blev internationellt uppmärksammade för sin arkitektur.[16]
- Kalendervägen, uppförda 1952–53, arkitekt var Nils Einar Eriksson. Sju niovåningshus på rad, som kröns av takterrasser med skärmtak som liknar propellrar.
- Kortedala torg, uppfördes 1955–60 efter ritningar av arkitekterna Erik Ragndal och Johan Tuvert.
- Gärdsåsskolan vid Tideräkningsgatan 3, stod klar 1959 efter ritningar av arkitekt Nils Einar Eriksson.
- Kortedala vattentorn ritades av Nils Einar Eriksson och stod klart 1955.[17]
- Kvartsekelsgatan, tiovånings punkthus, uppförda 1952–53 efter ritningar av arkitekt Erik Ragndal. År 1986 sprängdes ett av husen (nr 13) för att ge plats åt det så kallade Sekelhuset, övriga hus fick samtidigt nya fasader och entréer.
- Kollektivhuset Trädet, vid Allhelgonagatan 12. Stod klart 1956 efter ritningar av HSB:s Arkitektkontor i Göteborg. Om- och tillbyggt 1983–85, efter ritningar av Claesson Carlsson Arkitekter AB.
- Lövåsskolan, vid Första Majgatan/ Midvintergatan. Uppfört 1955–57 efter ritningar av arkitekt Nils Einar Eriksson.
- Sekelhuset, Kvartsekelsgatan 13, uppfört 1987–88 efter ritningar av Kvarnströms arkitektkontor. Detta var den första dagservicecentralen där sjukvård, socialvård samt några bostäder rymdes på samma ställe. Grunden följer delvis det sprängda punkthusets.
- Vårfrukyrkan, vid Runstavsgatan 9, uppförd 1972 efter ritningar av arkitekt Johan Tuvert.

## Skolor
Skolorna heter Talldungeskolan, Utmarksskolan (år 6–9), Förstamajgatans förskola (tidigare Lövåsskolan), Assaredsskolan, Gärdsåsskolan och Ramsdalsskolan.
Assaredsskolan är en grundskola som omfattar årskurserna 1 till 9. Något som skiljer skolan från mängden är dess speciella karaktär som bygger på ”Monroe-modellen”, med sitt ursprung i bland annat Brooklyn, USA.

## Idrottsföreningar
- Kortedala IF, är en av de två sektionerna som separerade från varandra för ett antal år sedan, Kortedala Handboll var den andra. Fotbollen huserar i ett tre år gammalt klubbhus vid Almanacksvägen som är en parallellväg till den stora vägen mellan Bellevue och Bergsjön. Man har en bra anläggning där både flickor och pojkar finns representerade. Herrlaget spelar i division 3.

- AK 77 Göteborg, är brottarklubben som håller till i Geråshallen som ligger på gränsen mellan stadsdelarna Kortedala och Bergsjön.

- Majornas IK, ungdomsfotboll med hemmaplan på Bergsjövallen som ligger i södra Bergsjön.

- Runa IK, ungdomshandboll med hemmaplan på  Gärdsåsskolan som ligger i Kortedala.

## Kända personer från Kortedala
- Helena Bergström, skådespelare
- Micael Bindefeld, festfixare
- Kajsa Ernst, skådespelare
- Göran Johansson, socialdemokratisk kommunalpolitiker
- Ingemar Johansson, boxare
- Jens Karlsson, ishockeyspelare
- Sebastian Karlsson, ishockeyspelare
- Kent Larsson, konstnär
- Jens Lekman, popmusiker
- Jonas Ljung, trollkonstnär och ståuppkomiker.
- Ljubomir Vranjes, handbollsspelare

## Kortedala museum
Kortedala museum är inrymt i en lägenhet på Adventsvägen 1. Lägenheten har intakt originalinredning och innehåller möbler och detaljer från 1950- och 60-talen.